# Battaglia di Versinicia
La battaglia di Versinicia (o Versinikia) fu combattuta tra bizantini e bulgari il 22 giugno dell'813, nei pressi di Adrianopoli.
La battaglia fu una netta sconfitta dei bizantini, che permise alle forze bulgare di dilagare nei territori imperiali, saccheggiando le provincie danubiane, fino ad arrivare a Costantinopoli.

## Antefatti
L'imperatore bizantino Michele I Rangabe organizzò una campagna per scacciare i bulgari dal territorio dell'impero bizantino, con un esercito che aveva tra i 60 000 e i 80 000 soldati; con essi marciò verso Adrianopoli. A Versinicia, nei pressi di Adrianopoli, Michele I incontrò l'esercito bulgaro, che era tre volte più piccolo dell'esercito bizantino. Lo schieramento bizantino era diviso in tre parti: a destra c'era il generale Leone, a capo delle truppe arruolate in Asia Minore, al centro l'imperatore Michele con le guardie imperiali, e a sinistra il generale Giovanni Aplakes, con le truppe arruolate in Macedonia.

## Svolgimento

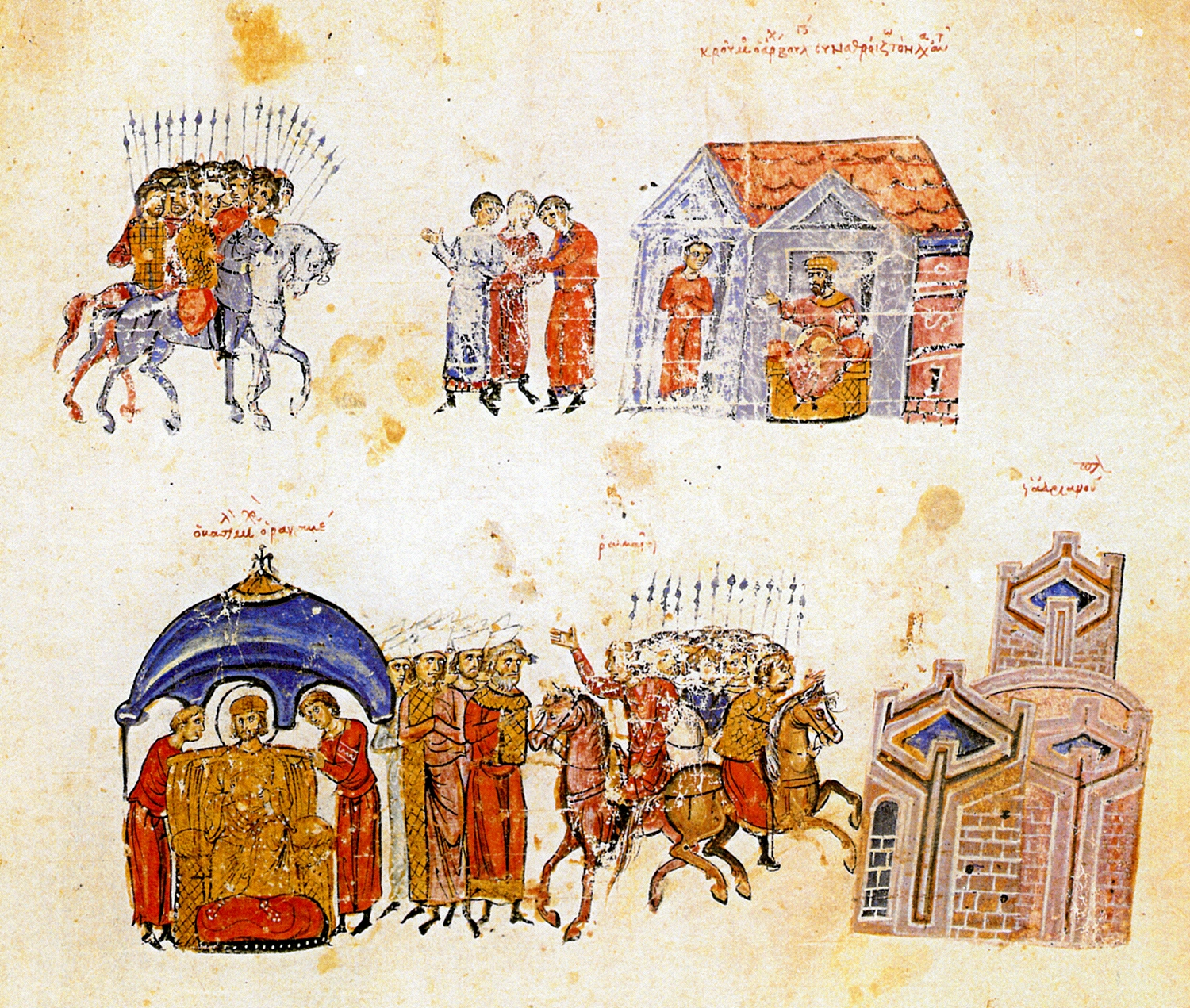
Il khan Krum prepara le sue truppe alla guerra (sopra), lo stesso fa l'imperatore bizantino Michele I Rangabe (sotto).

La battaglia sembrava inizialmente volgere nettamente a favore dei bizantini, considerando che i bulgari furono costretti a fuggire. Tuttavia, la situazione cambiò quando le truppe di Leone disertarono nel momento in cui i bizantini stavano inseguendo i bulgari, allontanandosi dal campo di battaglia e lasciando Leone con il suo stato maggiore. Il khan dei bulgari, Krum, rimase stupito da quanto accaduto, ragion per cui ordinò ai suoi uomini di fermare la ritirata e di scontrarsi con le truppe rimaste fedeli a Michele, che da inseguitori si trovarono inseguiti. Furono così massacrati tutti i macedoni, l'ala sinistra dello schieramento bizantino, comandata da Giovanni Aplakes.
Le truppe di Leone avevano agito in questo modo per ordine di Leone stesso, che voleva usurpare il trono dei basileis, ma senza macchiarsi l'onore, ossia scappando dal campo di battaglia, perché i bizantini non avrebbero mai accettato come imperatore un traditore.